# Kjos

Kjos es un área en el distrito de Vågsbygd en el sur de Kristiansand, que toma su nombre de la granja Kjos. Termina en campos que van todo el camino a Kjos Bay, una zona húmeda con abundante avifauna.